# Julella geminella
Julella geminella är en lavart som först beskrevs av Vittore Benedetto Antonio Trevisan de Saint-Léon, och fick sitt nu gällande namn av R. C. Harris. Julella geminella ingår i släktet Julella och familjen Thelenellaceae.   Inga underarter finns listade i Catalogue of Life.